# Дом купца Василия Кубрина
Дом купца Василия Кубрина — памятник архитектуры начала XX века в Астане. Входит в список памятников истории и культуры местного значения.

## История
Василий Матвеевич Кубрин — сын крупного акмолинского купца конца XIX — начала XX в., основателя торгового дома «Матвей Кубрин с сыновьями и Ко» — Матвея Константиновича Кубрина. По данным Сибирского торгово-промышленного ежегодника, предприятие М. К. Кубрина «вело торговлю аптекарскими, мануфактурными, галантерейными, ювелирными, писчебумажными и канцелярскими товарами, а также одеждой, обувью, часами, чаем и сахаром». После 1915 года М. К. Кубрин открыл своё представительство и в Москве, оставив торговый дом в Акмолинске на своего сына Василия. В. М. Кубрин продолжил дело отца, достигнув успеха в коммерческой деятельности. По сведениям городской управы, на 19 июня 1912 года на имя доверенного торгового дома Василия Кубрина было зарегистрировано 5 жилых домов, не считая магазинов и складов.
Василию Кубрину принадлежала самая большая купеческая усадьба в городе. Усадьба была построена в 1910—1912 годах московским архитектором и состояла из особняка в полтора этажа, а также флигеля с подвалом, конюшни с каретниками и каменного амбара-погреба. Во дворе усадьбы был разбит сад в английском стиле. Флигель соединялся подземным ходом (позднее он был замурован) с торговым домом Кубрина, который был построен 1905—1907 годах.
По городской легенде, во время деловой поездки в Санкт-Петербург Василий Кубрин посетил Мариинский театр, где познакомился с молодой балериной (по другой версии — актрисой). Влюбленный купец сделал ей предложение выйти за него замуж. Но девушка поставила условие построить ей такой же дом, как у её знакомой балерины на набережной Мойки. Она была уверена, что условие невыполнимо, но ошиблась, и вскоре пара поселилась в самой большой усадьбе в Акмолинске.
После Октябрьской революции дом был национализирован — в нём находились рабоче-крестьянский клуб, библиотека. С середины 1920 года здесь были городской уездный исполком и революционный исполком. По решению исполкома в честь трёхлетия Октябрьской революции дом официально переименовали в Первый Дом Советов. Долгое время здесь размещались городские, уездные и районные учреждения ОГПУ, НКВД и милиции. В 1950—1960-х годах в усадьбе находились дом пионеров и городской отдел образования. В середине 1960-х дом передали под областной историко-краеведческий музей.
В 2000—2019 годах в здании располагалось посольство Украины. В настоящее время дом находится в собственности городского архива Астаны.